# Britolit-(Y)
Britolit-(Y) (dříve též abukumalit) je minerál krystalizující v šesterečné soustavě, chemicky zásaditý fosforečnan-křemičitan vápenato-yttritý - (Y,Ca)5(SiO4,PO4)3(OH,F). Poprvé byl popsán roku 1938 z pegmatitu na lokalitě Suišojama v masivu Abukuma na japonském ostrově Honšú, podle kterého byl následně i pojmenován. Později roku 1966 byl přejmenován na britolit-Y, jako součást změn nomenklatury minerálů obsahující REE. Nový název tak poukazuje návaznost na minerál britolit-(Ce), kde dochází k dominantní substituci ceru za yttrium.

## Vznik
Můžeme jej nalézt jak v nefelínických syenitech, tak pegmatitech, či na kontaktech těchto těles s okolními horninami. Vznik je striktně vázán na yttriem bohaté mineralizace.

## Morfologie
Tento minerál vytváří krátké (do 1,5 cm délky), červeně až černě zbarvené prizmatické krystaly. Je dost křehký, úderem se rozpadá na větší množství nepravidelných úlomků.

## Vlastnosti
- Fyzikální vlastnosti: Tvrdost 5, hustota 4,25 g/cm³, štěpnost nedokonalá podle {0001} a {1010}, v úlomcích byl zjištěn lasturnatý lom.
- Optické vlastnosti: Barva kolísá v návaznosti na obsahu yttria mezi černou až červenohnědou, lesk mastný, průhlednost: průsvitný až opakní, vryp světle hnědý.
- Chemické vlastnosti: Složení: Ca 12,47 %, Y 41,49 %, Si 9,83 %, P 3,61 %, H 0,12 %, O 31,74 %, F 0,74 %. Rozpouští se v HCl.

## Parageneze
Vyskytuje se společně s dalšími minerály yttria, jako je například yttralit-(Y) a formanit-(Y).

## Výskyt
Jedná se o poměrně vzácný minerál. 

Typová lokalita se nachází na lokalitě Abukuma na japonském ostrově Honšú. Později se však našel i na jiných pegmatitech, převážně ve Finsku, v Norsku, Švédsku, Rusku (poloostrov Kola), Skotsku, USA (Colorado, Michigan a Nevada) a v JAR.